# NGC 6651
NGC 6651 ist eine Spiralgalaxie vom Hubble-Typ Sbc im Sternbild Drache am Nordsternhimmel. Sie ist schätzungsweise 267 Millionen Lichtjahre von der Milchstraße entfernt.
Das Objekt wurde am 18. Juni 1884 von Lewis Swift entdeckt.